# Euderces spinicornis
Euderces spinicornis là một loài bọ cánh cứng trong họ Cerambycidae.